# Конкорд (Нью-Гэмпшир)
Ко́нкорд (англ. Concord) — город на северо-востоке США, административный центр штата Нью-Гэмпшир и округа Мерримак. Население — 42,7 тыс. человек (2010 год).

## История
До прибытия белых территория нынешнего Конкорда была заселена индейским племенем абенаки, основным занятием которого была рыбная ловля.
Провинция Массачусетс Бэй, предъявлявшая права на всю территорию к западу от реки Мерримак, основала колонию Пенакук. Она была заселена между 1725 и 1727 годами жителями городка Хаверхилл под предводительством капитана Э. Истмена. В феврале 1733 года колония получила статус города, названного Румфорд, от которого произошёл титул Бенджамина Томпсона, графа Румфорда. Впоследствии Румфорд был переименован в Конкорд в 1765 году губернатором Беннингом Вентвортом из-за ожесточённого спора о границах Румфорда и города Боу. Новое название призвано было отражать новый мир и гармонию между спорящими городами. Горожане, проигравшие судебное разбирательство, получили земли в другом месте как компенсацию.

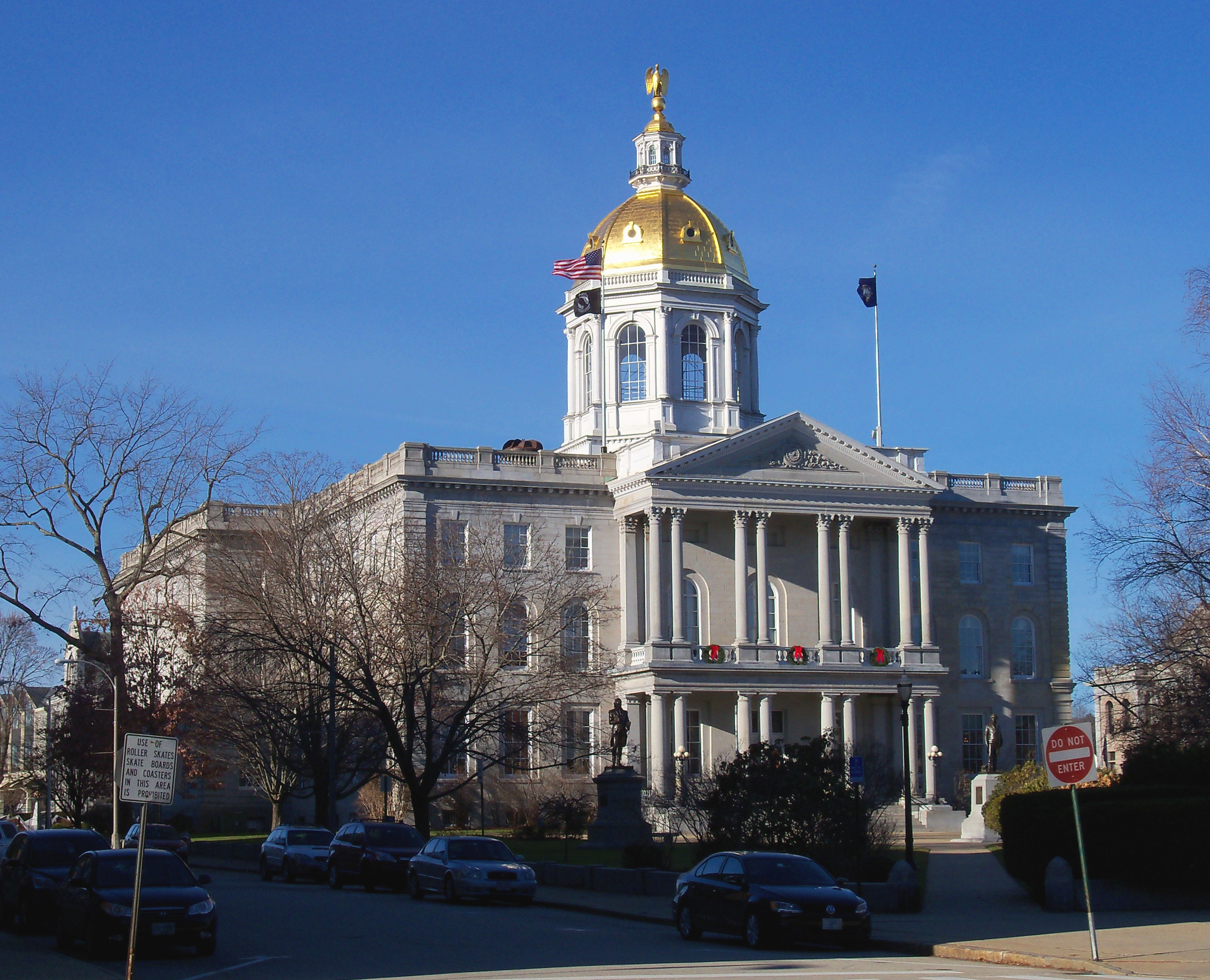
Капитолий штата

Город рос на протяжении всего XVIII века, и некоторые из его ранних построек до сих пор сохранились на северном конце Мэйн-стрит. В годы, последовавшие за Войной за независимость, выгодное географическое расположение в центре Нью-Гемпшира сделало Конкорд наиболее вероятной кандидатурой на место столицы штата, особенно после того, как Сэмюэль Блоджет в 1807 году открыл канал и систему шлюзов для прохода кораблей. Это соединило Конкорд с Бостоном. В 1808 году Конкорд был назван официальным местопребыванием правительства штата. Построенный в 1819 году Капитолий штата Нью-Гэмпшир является старейшим из сохранившихся капитолиев, в которых сессии законодательного собрания штата происходят в первоначальном зале заседаний. В XIX веке город стал важным железнодорожным узлом, а также известным в США центром производства мебели и текстиля. На данный момент Конкорд является центром здравоохранения, страхования и издательского дела.

## География
Согласно Бюро переписи населения США, общая площадь города составляет 175 км², из которых только 8,3 км² приходится на воду. Система водоснабжения Конкорда тесно связана с рекой Мерримак, в бассейне которой город целиком находится. Река течёт через город с северо-запада на юго-восток. Восточная граница Конкорда формируется рекой Сукук, притоком Мерримака. Через юго-западную часть города протекает река Терки. На западе расположено озеро Пенакук. Самым высоким местом в пределах Конкорда гора Ок-Хилл (англ. Oak Hill), имеющая высоту 260 метров над уровнем моря.
Конкорд соседствует с городами Боу на юге, Пемброк на юго-востоке, Лаудон на северо-востоке, Кентербери, Боскавен и Уэбстер на севере, Хопкинтон на западе.

### Климат
Город лежит в зоне умеренно континентального климата, смягчаемого влиянием Атлантики. Зима продолжительная, холодная и снежная, лето жаркое и дождливое, весна и осень короткие.
| Показатель                                                | Янв. | Фев. | Март | Апр. | Май  | Июнь | Июль | Авг. | Сен. | Окт. | Нояб. | Дек. | Год  |
| --------------------------------------------------------- | ---- | ---- | ---- | ---- | ---- | ---- | ---- | ---- | ---- | ---- | ----- | ---- | ---- |
| Абсолютный максимум, °C                                   | 21   | 19   | 32   | 35   | 36   | 37   | 39   | 38   | 37   | 32   | 27    | 23   | 39   |
| Средний максимум, °C                                      | −1   | 1,0  | 7,0  | 14,0 | 21,0 | 26,0 | 28,0 | 27,0 | 22,0 | 16,0 | 9,0   | 2,0  | 14,0 |
| Средняя температура, °C                                   | −6,5 | −5   | 2,0  | 7,0  | 13,5 | 18,5 | 21,0 | 20,0 | 15,0 | 9,0  | 3,5   | −3,5 | 7,5  |
| Средний минимум, °C                                       | −12  | −11  | −5   | 0,0  | 6,0  | 11,0 | 14,0 | 13,0 | 8,0  | 2,0  | −2    | −9   | 1,0  |
| Абсолютный минимум, °C                                    | −36  | −38  | −27  | −13  | −6   | −3   | 1    | −2   | −7   | −12  | −21   | −30  | −38  |
| Норма осадков, мм                                         | 75   | 60   | 77   | 78   | 85   | 79   | 85   | 82   | 80   | 88   | 91    | 75   | 955  |
| Источник: National Oceanic and Atmospheric Administration |      |      |      |      |      |      |      |      |      |      |       |      |      |

## Население
Согласно переписи 2010 года в городе проживало 42 695 человек, имелось 17 592 домохозяйства и 10 052 семьи.
Расовый состав населения:
- белые — 90,7 %
- афроамериканцы — 2,2 %
- азиаты — 3,4 %
- латиноамериканцы — 2,1 %

Среднегодовой доход на душу населения — 29 296 долларов США (один из самых высоких показателей среди столиц штатов). Средний возраст горожан — 39,4 года. Уровень преступности ниже среднего по США, но выше среднего по штату.

## Экономика
Как и в большинстве столиц штатов, основой экономики Конкорда являются сектор государственного управления, здравоохранение и образование. Крупнейший работодатель города — правительство штата Нью-Гемпшир (около 6,5 тыс. рабочих мест).
В частном секторе лидирующие позиции занимают страхование и розничная торговля. Компания Concord Litho — одно из крупнейших в США независимых издательств. Имеются также небольшие предприятия по деревообработке и переработке продукции сельского хозяйства. Важную роль в городской экономике играет туризм.

## Транспорт
Ближайший (около 40 километров к югу) к Конкорду аэропорт с регулярным пассажирским сообщением — Манчестер-Бостон (IATA: MHT, ICAO: KMHT) с пассажирооборотом 2,8 млн человек в год (2010). Из аэропорта выполняются рейсы в большинство крупных городов США, кроме Западного побережья. Основные направления — Балтимор, Филадельфия, Чикаго, Орландо и Детройт.
Основные дороги, проходящие через город: межштатные шоссе I-89 и I-93, скоростные дороги US 3 и US 4.
Общественный транспорт представлен 3 автобусными маршрутами под управлением организации Concord Area Transit (с понедельника по пятницу, с 06:00 до 18:30).

## Правление
Конкорд управляется через систему городского управления «мэр-совет». Городской совет состоит из 14 членов, 10 из которых избираются из округов с 1 выборным депутатом. Мэр избирается каждые 2 года.

## Достопримечательности
Конкорд имеет много достопримечательностей и других «приманок» для туристов. Скорее всего, наибольшей из них является здание Капитолия штата Нью-Гэмпшир (англ. New Hampshire State House), которое было спроектировано архитектором Стюартом Парком и сооружено между 1816 и 1819 годами. Это старейшее здание подобного рода, в помещениях которого встречаются представители легислатуры штата. Оно было перестроено в 1866 году, а в 1910 году были добавлены третий этаж и западное крыло.
Прямо напротив здания Палаты представителей расположен отель «Игл» (англ. Eagle Hotel). Здесь останавливались президенты У. Грант, Р. Хейз и Б. Гариссон. В число других известных гостей входят Чарльз Линдберг, Джефферсон Дэвис, Элеонора Рузвельт, Ричард Никсон и Томас Дьюи. Отель закрыл свои двери в 1961 году.
На юг отсюда на Мэйн-стрит находится Феникс-холл (англ. Phenix Hall), воздвигнутый на месте сгоревшего в 1893 году старого здания Феникс-холла. Здесь находятся помещения, используемые в самых разных целях — от политических речей до театральных представлений. В 1860 году в старом здании выступал Авраам Линкольн, а в 1912 году уже в новом Феникс-холле произнёс речь Теодор Рузвельт.
Другими важными достопримечательностями города являются Дом Уолкера-Вудмана (англ. Walker-Woodman House), Пирс-Мэнс (англ. Pierce Manse), Нью-Гэмпширское историческое общество и другие.